# Nancy Drew on Campus
Nancy Drew on Campus fue una serie de veinticinco libros derivados de la serie de misterio de larga duración sobre Nancy Drew, donde la detective aficionada es presentada como una joven adulta, publicados entre 1995 y 1998. La serie fue publicada por Simon & Schuster por medio de su filial para publicaciones juveniles Simon Pulse.

## Propósito
Lanzada como la cuarta serie en curso protagonizada por la detective adolescente, Nancy Drew on Campus trató de llenar un hueco en el mercado, al margen de las series principales Nancy Drew Mystery para todas las edades (lanzada en 1939), la moderna y orientada a los adolescentes Nancy Drew Files (lanzada en 1986) y la más reciente Nancy Drew Notebooks para público infantil. 
Nancy Drew on Campus intentó llegar a los adolescentes mayores, que gustaban de la literatura romántica, enviando a Nancy a la universidad (junto a sus amigas Bess Marvin y George Fayne). Visto por muchos fanes como el lanzamiento de manera efectiva de los principios básicos que establece la distinción de Nancy Drew, los libros se centraban más en las pruebas y tribulaciones de crecer lejos de casa y hacer frente a la vida universitaria y los chicos. La serie duró solo tres años y se publicaron veinticinco volúmenes.

### Interacción con los lectores
En el primer libro de la serie, New Loves, New Lives contenía una invitación a los lectores a llamar a un número 1-800 (número gratuito) y «votar sobre si Nancy debe quedarse o romper con Ned». Esto constituyó la trama del segundo libro y parece que «aquellos que llamaron para romper con... Ned», contribuyeron todavía más al distanciamiento de la serie del universo familiar de Nancy Drew.

## Lista de libros de la serie
Los títulos de la serie Nancy Drew On Campus se publicaron en formato de bolsillo por la filial de publicaciones juveniles de Simon & Schuster, Simon Pulse entre septiembre de 1995 y enero de 1998.
1. New Lives, New Loves
2. On Her Own
3. Don’t Look Back
4. Tell Me the Truth
5. Secret Rules
6. It’s Your Move
7. False Friends
8. Getting Closer
9. Broken Promises
10. Party Weekend
11. In the Name of Love
12. Just the Two of Us
13. Campus Exposures
14. Hard to Get
15. Loving and Losing
16. Going Home
17. New Beginnings
18. Keeping Secrets
19. Love On-Line
20. Jealous Feelings
21. Love and Betrayal
22. In and Out of Love
23. Otherwise Engaged
24. In the Spotlight
25. Snowbound